# 2020년 하계 올림픽 적도 기니 선수단
2020년 하계 올림픽 적도 기니 선수단은 2021년 일본 도쿄에서 열린 2020년 하계 올림픽에 참가한 올림픽 적도 기니 선수단이다. 총 2개 종목에서 3명의 선수가 참가했다. 적도 기니는 1984년 하계 올림픽 이후로 쉬지 않고 올림픽에 출전했으며 2020년 하계 올림픽에서는 10번째로 참가하는 올림픽이 된다.

## 출전 선수
아래 목록은 하계 올림픽에 참가한 적도 기니 선수들의 수이다.
| 종목 | 남자 | 여자 | 총합 |
| ---- | ---- | ---- | ---- |
| 육상 | 1    | 1    | 2    |
| 수영 | 1    | 0    | 1    |
| 총합 | 2    | 1    | 3    |

## 출전 종목

### 육상
적도 기니는 IAAF에서 육상 종목에 남자 부문 1명과 여자 부문 1명, 총 2명을 올림픽 본선에 출전시킬 수 있는 제3자 초청 출전권을 얻었다.
성적
| 출전 선수        | 종목       | 본선 진출전 | 본선 진출전 | 본선          | 본선          | 준결선        | 준결선        | 결선          | 결선          |
| 출전 선수        | 종목       | 결과        | 순위        | 결과          | 순위          | 결과          | 순위          | 결과          | 순위          |
| ---------------- | ---------- | ----------- | ----------- | ------------- | ------------- | ------------- | ------------- | ------------- | ------------- |
| 벤자민 엔제마    | 남자 1500m | 빈칸        | 빈칸        | 3:48.17       | 14            | 진출하지 못함 | 진출하지 못함 | 진출하지 못함 | 진출하지 못함 |
| 알바 음보 은차마 | 100m       | 13.36       | 8           | 진출하지 못함 | 진출하지 못함 | 진출하지 못함 | 진출하지 못함 | 진출하지 못함 | 진출하지 못함 |

### 수영
적도 기니는 2021년 6월 28일 FINA 점수제에 기초하여 국제 수영 연맹(FINA)로부터 올림픽 개인전에 출전할 최고 순위의 남자 선수 1명을 올림픽 본선에 보내달라는 초청권을 받았다.
성적
| 출전 선수              | 부문       | 본선  | 본선 | 준결선        | 준결선        | 결선          | 결선          |
| 출전 선수              | 부문       | 시간  | 순위 | 시간          | 순위          | 시간          | 순위          |
| ---------------------- | ---------- | ----- | ---- | ------------- | ------------- | ------------- | ------------- |
| 디오스다도 미코 에방가 | 50m 자유형 | 31.03 | 73   | 진출하지 못함 | 진출하지 못함 | 진출하지 못함 | 진출하지 못함 |